# Andrej Kvasov

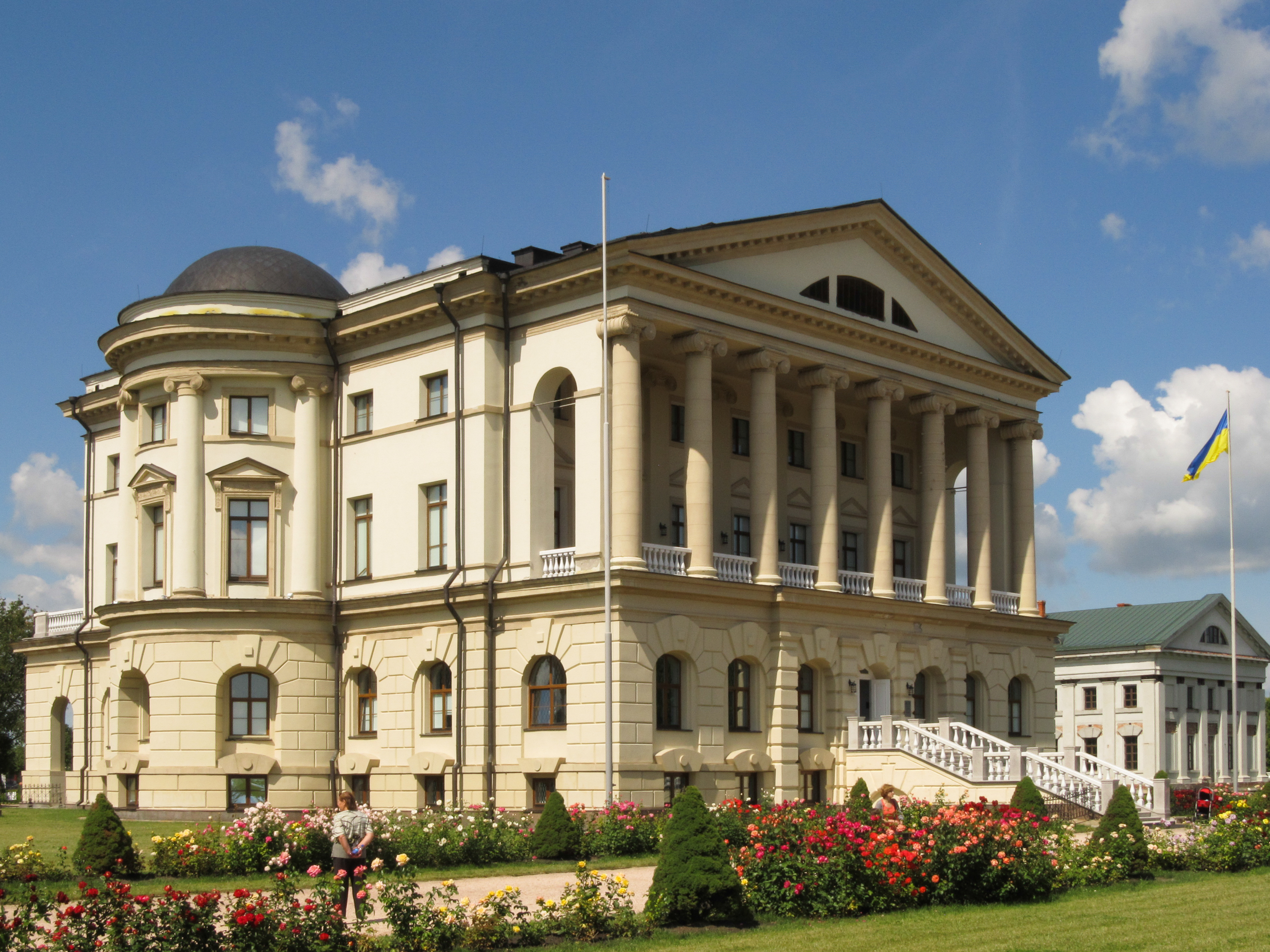
Palats i Baturina, Ukraina. palatset designades av Andrej Kvasov men är idag en ruin.

Andrej Vasiljevitj Kvasov, född 1720, död efter 1770, arkitekt, (känd som barockarkitekten). 
År 1734 blev Kvasov antagen som arkitektstuderande vid "konstruktionsämbetet" i Moskva. Han arbetade som assistent åt Michail Zemtsov först i Moskva under kröningen av kejsarinnan Elizabeth I, och vid Annenhof och Lefortovo palatset. Från 1743 arbetade Kvasov som arkitektlärling i Tsarskoje Selo vid utbyggnaden av Katarinapalatset. När Michail Zemtsov dog, arbetade Kvasov på egen hand i Tsarskoje Selo och hade Giuseppe Trezini som assistent. I början av maj 1745 blev Savva Tjevakinskij assistent istället för Trezini som fick andra uppdrag. Kvasov och Tjevakinskij fortsatte arbetet på Katarinapalatset ända fram till 1751. 
Savva Tjevakinskij introducerade 1745 väsentliga modifikationer i Kvasov's konstruktionplanering. Mellan 1752 och 1756 var Katarinapalatset i stort sett färdigrestaurerat utifrån den plan som arkitekten Bartolomeo Francesco Rastrelli gjort med hjälp av Savva Tjevakinskij. 
Samtidigt som Kvasov arbetade med palatset i Tsarskoje Selo, arbetade han också i Ukraina, vid Kozeltsa, Gluchova och Baturina. för K G Razumovskij, bror till en betydelsefull favorit till kejsarinna Elizabeth I. 
År 1770 tog Andrei Kvasov över posten som arkitekt över "lilla Ryssland" med många byggnadskonstruktioner i Ukraina, Katedralen i Kozeltsa, delvis rekonstruerad av Bartolomeo Francesco Rastrelli.